# Llorona
La Llorona es un fantasma del folclore hispanoamericano que, según la tradición oral, es el alma en pena de una mujer que ahogó a sus hijos, que luego, arrepentida y maldecida, los busca por las noches por ríos, pueblos y ciudades, asustando con su sobrecogedor llanto a quienes la ven u oyen en la noche. Su leyenda posee gran diversidad de versiones, con generalidades y particularismos propios de muchas regiones geográficas. A pesar de ello, su relato mágico y sobrenatural, emergido de múltiples orígenes, es constante y reconocible, con añadidos, texturizaciones e hibridaciones de muy diversos manejos.
La leyenda de la llorona es antigua, y tiene orígenes prehispánicos mexicas y mayas, en la forma de diversos personajes con características similares, presentes en las cosmogonías y creencias ancestrales de los pueblos autóctonos de América, transmitidos de forma oral de generación en generación, hallándose relatos comunes pero con diversas imágenes, emblemas y símbolos, lo que le da a la leyenda una rica diversidad cultural. Durante la época Virreinal, las generalidades de la leyenda tomaron forma, y a través del tiempo, la leyenda de la Llorona se ha convertido en parte del imaginario colectivo de Hispanoamérica, trascendiendo fronteras y volviéndose parte de la identidad cultural, el folclor y la imaginería popular de muchos países. En la actualidad, la leyenda continúa siendo muy popular desde su origen, de México hasta Argentina, así como en los estados del sur de los Estados Unidos con mayor población de hispanos, como Arizona, Texas y Nuevo México. En el caso particular de México, el personaje de la Llorona es signo de identidad nacional y Patrimonio Cultural Intangible de la Ciudad de México.

## Origen
La presencia de seres fantasmales que lloran en los ríos por motivos diversos es una característica recurrente de la mitología de los pueblos mesoamericanos. Es así como pueden encontrarse rasgos de estos espectros en varias de las culturas precolombinas, que finalmente, con la llegada de los conquistadores españoles, fueron asumiendo rasgos comunes debido a la expansión del dominio hispánico sobre el continente. La leyenda es una historia que posee referentes míticos en el universo prehispánico, pero que instaura su drama y su cortejo imaginario y angustiante en el orden colonial.
Para explicar el origen de la leyenda de la Llorona, se han propuesto tres vertientes principales: un enfoque literalista, es decir, los hechos ocurrieron realmente: una mujer mató a sus propios hijos y a partir de allí, la historia se fue contando una y otra vez hasta convertir a la mujer en fantasma y a la historia en leyenda; un abordaje evemerista, es decir, donde un mito se superpone sobre una historia real con referentes concretos (es el caso, por ejemplo, en el que el mito de la diosa Cihuacóatl se superpone con la historia de la Malinche); y finalmente, un enfoque parabólico, que tiene una lectura apologética y simbólica, con un sentido oculto, en el que la historia surge como una forma de dar voz a sectores silenciados, es este caso, los indígenas durante la Conquista y la colonización.

### Leyendas precolombinas
Para las culturas ancestrales de América, los mitos responden a las interrogantes sobre el origen del hombre y el Universo. Estos mitos fueron llevados por las sociedades autóctonas de América en sus migraciones, siendo transmitidos de forma oral a través de muchas generaciones. Los mitos tradicionalmente están ligados a la religión y el culto. Sus personajes son seres divinos, a la vez adorados y temidos, cuyos poderes trascienden el intelecto humano. Ya sea que el mito sea inspiración quechua, náhuatl, guaraní o aimara, su esencia radica en la necesidad del espíritu humano de desentrañar las maravillas y misterios que le rodean y espantan. La leyenda de la Llorona es, ante todo, una historia creada para dar aviso y terror.

#### Mitos mesoamericanos
En México donde tiene origen en Xochimilco y la selva Lacandona, varios investigadores estiman que la Llorona, como personaje de mitología y de leyendas, tiene su origen en algunos seres o deidades prehispánicas como Auicanime, entre los purépechas; Xonaxi Queculla, entre los zapotecos; la Cihuacóatl, entre los nahuas; y la Xtabay, entre los mayas lacandones. Siempre se la identifica con el inframundo, el hambre, la muerte, el pecado y la lujuria. En el caso de Xtabay (o Xtabal), esta diosa lacandona se identifica como un espíritu malo con la forma de una hermosa mujer cuya espalda tiene forma de árbol hueco. Al inducir a los hombres a abrazarla, los vuelve locos y los mata. La diosa zapoteca Xonaxi Queculla, en tanto, es una deidad de la muerte, del inframundo y de la lujuria que aparece en algunas representaciones con los brazos descarnados. Atractiva a primera vista, se aparece a los hombres, los enamora y los seduce para después transformarse en esqueleto y llevarse el espíritu de sus víctimas al inframundo. Auicanime era considerada entre los purépechas como la diosa del hambre (su nombre se puede traducir como la Sedienta o la Necesitada). También era la diosa de las mujeres que morían al dar a luz en su primer parto, las cuales, según la creencia, se volvían guerreras (mocihuaquetzaque), lo que las convertía en divinidades y, por ende, en objetos de adoración y ofrenda. Esta abundancia de diosas conectadas con cultos fálicos y de la vida sexual fue inicio no solo de la Llorona, sino también de otros fantasmas femeninos que castigan a los hombres, como la Siguanaba, la Cegua o la Sucia.

##### Cihuacóatl y otras diosas mexicas
En el caso particular de mexicas, la leyenda prehispánica de la Llorona surge de una multitud de narraciones orales híbridas. A la Llorona se le ha relacionado con la diosa prehispánica Tenpecutli, que purgaba una pena por haber ahogado sus hijos en un río. Esta diosa, que era muy bella, tenía la capacidad de cambiar su rostro por el de un animal si era mirada a los ojos, como los nahuales. Otro personaje con el que se le ha relacionado era la diosa del inframundo Mictlancíhuatl, que seducía y perdía a los hombres. También se ha propuesto que la Llorona es una hibridación de tres diosas mexicas: Cihuacóatl (la diosa madre y mujer serpiente), Teoyaominqui (la vigilante de los muertos) y Quilaztli (diosa de los partos y los gemelos). Para los mexicas, este trío de diosas vagaba en la figura de una mujer vestida de blanco que lloraba por sus hijos extraviados, y escucharla era un mal presagio.
Uno de los antecedentes prehispánicos más conocidos de la leyenda de la Llorona es el que la identifica con la diosa mexica Cihuacóatl. Esta diosa posee diferentes atributos: diosa de la tierra (Coatlicue), de la fertilidad y de los partos (Quilaztli), mujer guerrera (Yaocíhuatl) y madre (Tonantzin), tanto de los mexicas como de sus mismos dioses (era la madre de Huitzilopochtli, el mayor dios mexica). Cihuacóatl era también la patrona de las cihuateteo, espíritus de mujeres muertas en parto que de noche vocean y braman en el aire, que bajan a la tierra en ciertos días dedicados a ellas en el calendario, con el fin de espantar en las encrucijadas de los caminos y que son fatales para los niños. A una de estas cihuateteo se le podía escuchar en las noches, lanzando grandes lamentos por la muerte de su hijo y la pérdida de su propia vida. La llamaban Chocacíhuatl —del náhuatl choka, 'llorar', y cihuatl, 'mujer'—. Era la primera de todas las madres que murió al dar a luz. Allí flotaban en el aire las calaveras descarnadas y separadas de sus cuerpos (Chocacíhuatl y su hijo), cazando a cualquier viajero que hubiese sido atrapado por la oscuridad de la noche. Si algún mortal veía estas cosas, era un presagio seguro de infortunio o incluso muerte. Era esta entidad una de las más temidas del mundo nahua desde antes de la llegada de los españoles.

##### Primera documentación sobre la leyenda: el sexto presagio
«...aparecía muchas veces como una señora compuesta con unos atavíos como se usan en Palacio; decían también que de noche voceaba y bramaba en el aire... Los atavíos con que esta mujer aparecía eran blancos, y los cabellos los tocaba de manera, que tenía como unos cornezuelos cruzados sobre la frente.»
Bernardino de Sahagún.
Historia (libro I, cap.VI).

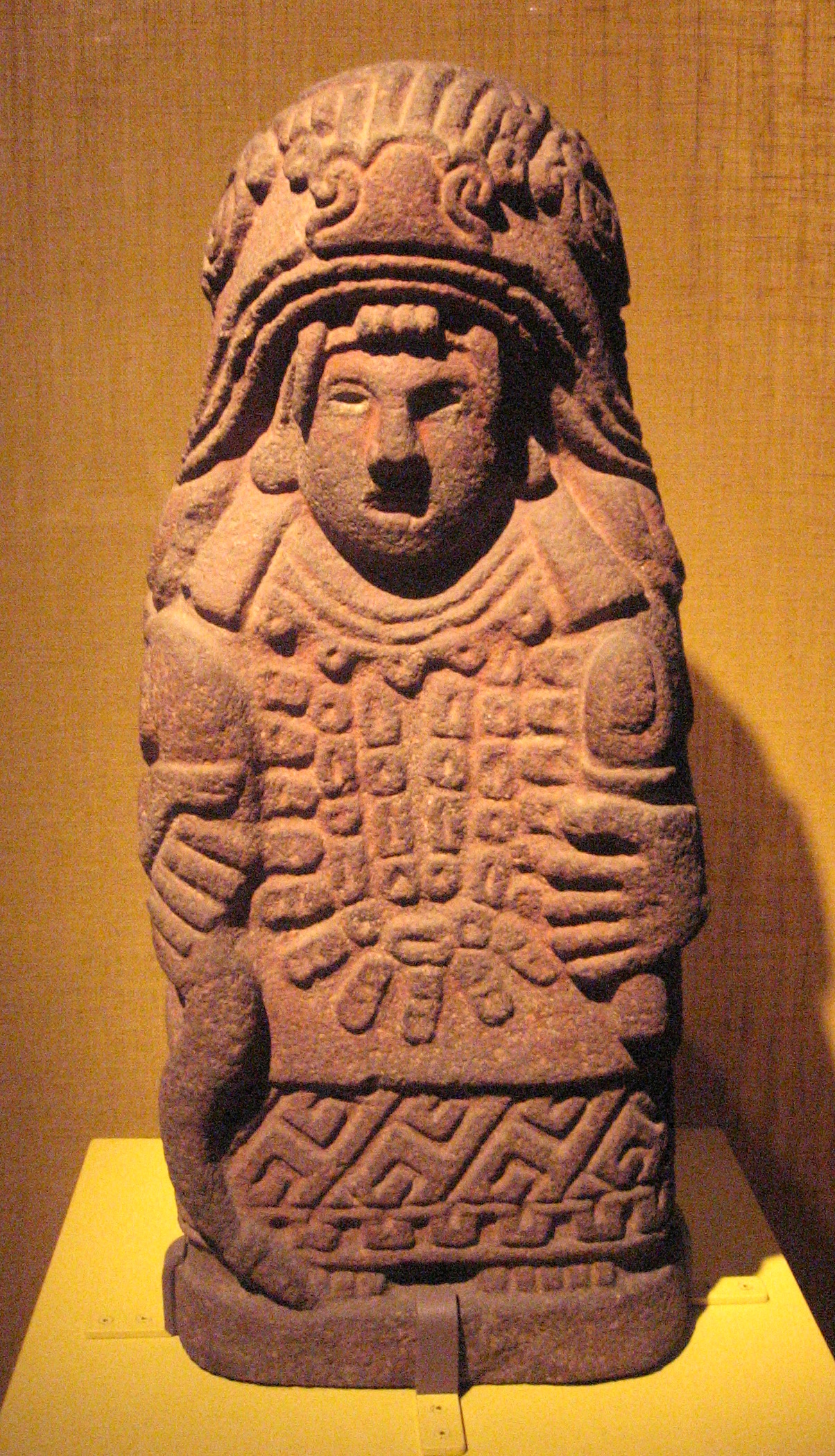
La diosa mexica Cihuacóatl

La leyenda de la Llorona comenzó a documentarse hacia 1550, cuando Fray Bernardino de Sahagún recogió la leyenda de Chocacíhuatl en su obra monumental Historia general de las cosas de Nueva España (1540-1585) e identificó a este personaje con la diosa Cihuacóatl. Según el Códice Aubin, Cihuacóatl fue una de las dos deidades que acompañaron a los mexicas durante su peregrinación en busca de Aztlán. De acuerdo a la concepción dual de las divinidades mesoamericanas, Cihuacóatl es a la vez la diosa dadora de la vida y de la muerte, capaz de crear y de destruir a sus hijos. Es a la vez una madre nutricia y destructora. Según la leyenda, antes de la llegada de los conquistadores españoles a México, se dieron una serie de presagios que auguraban la caída del Imperio mexica a manos de hombres procedentes del oriente. Uno de estos presagios fue la aparición de la diosa Cihuacóatl en la forma de una mujer vestida con un vaporoso vestido blanco, y sueltos los negros y largos cabellos, se materializaba sobre las aguas del lago de Texcoco, y vagando entre los lagos y los templos del Anáhuac, lloraba y se lamentaba gritando «Ay mis hijos, ¿dónde los llevaré para que escapen de tan funesto destino?», aterrorizando a los habitantes de Tenochtitlan, Después de la Conquista de México, durante la Época Colonial, los pobladores reportaban la aparición del fantasma errante de una mujer vestida de blanco que recorría las calles de la Ciudad de México lanzando tristes alaridos, pasando por la Plaza Mayor (antigua sede del destruido templo de Huitzilopochtli, el mayor dios azteca e hijo de Cihuacóatl), donde miraba hacia el oriente, y luego siguiendo hasta el lago de Texcoco, donde se desvanecía entre las sombras.
Fray Bernardino atribuye la leyenda como originaria del pueblo mexica, actualmente en la región de México.

#### Genios, espíritus y lloronas del Área Cultural Intermedia

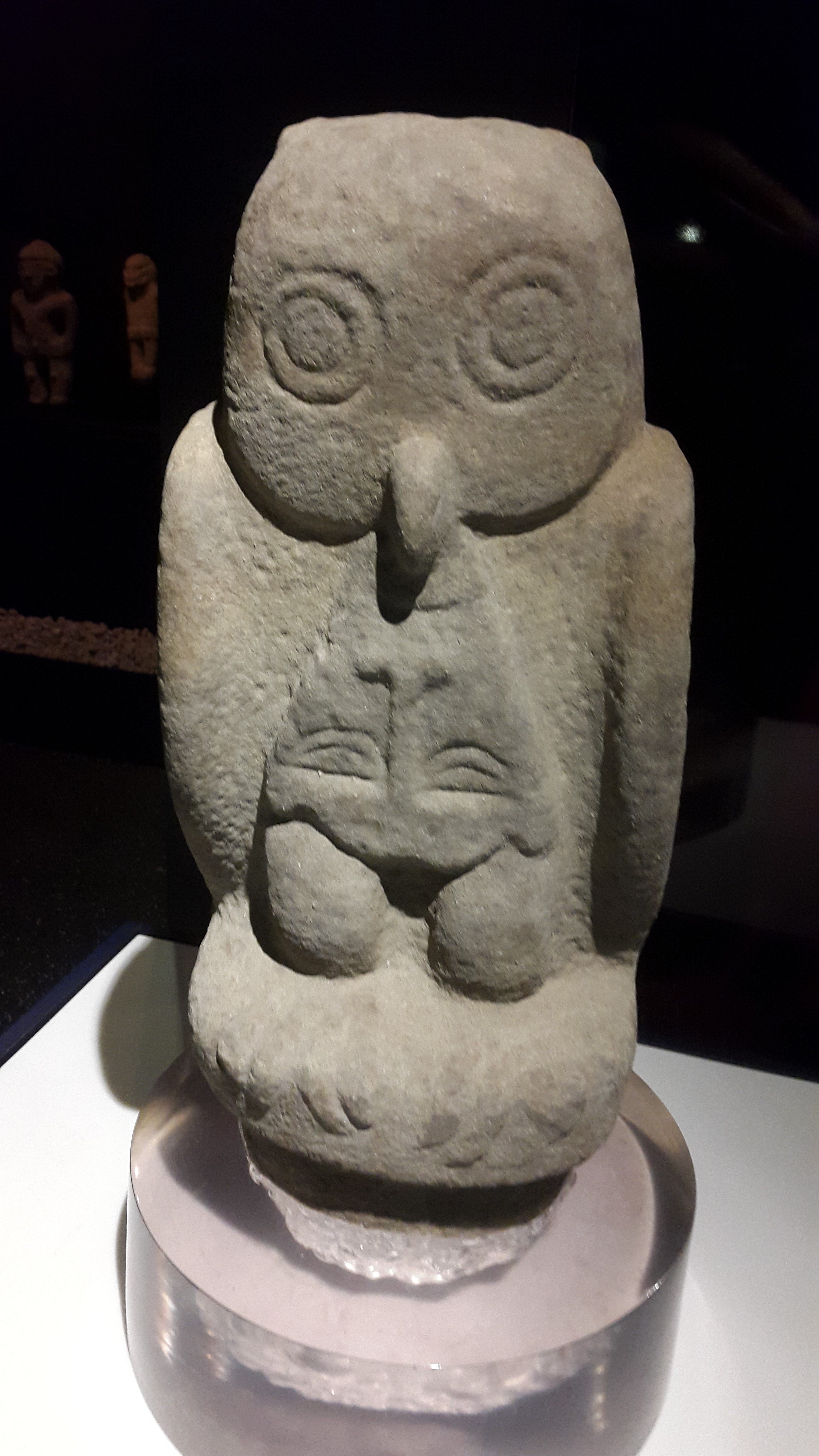
En la mitología talamanqueña, la lechuza, señora de la noche, está relacionada con el mito de la Wíkela, la Tulevieja, la llorona de las leyendas bribris

La mitología de los pueblos de lenguas chibchenses del Área Cultural Intermedia es rica en narrativa oral acerca de genios y seres mágicos acuáticos que viven en los ríos, las cataratas, las pozas, las montañas y las selvas. Estos seres generalmente se presentan en forma de ogros con algunas características comunes: aspecto monstruoso, rasgos sexuales exagerados (falos y senos mamarios enormes, por ejemplo), velludos, libidinosos, secuestradores de niños o de mujeres, que se manifiestan lanzando alaridos en las montañas y bosques. Pueden ser tanto masculinos como femeninos. Entre ellos se pueden mencionar a los yohó de los ramas, los muérra de los maléku, los ushidó de los dorasques, las túlu de los bocotaes, los nia de los cunas, los itsö de los bribris y los míkó de los cabécares.
La mitología talamanqueña de los pueblos bribri y cabécar, ubicados en la frontera entre Costa Rica y Panamá, las historia de estos espíritus son transmitidas mediante el Suwoh, la tradición oral de estos pueblos. En sus mitos, estos espíritus, llamados «itsö», son seres asociados a los montes oscuros y enmarañados, los abismos de las montañas, las lluvias, los vientos fuertes y las cataratas de los ríos, con una fuerte vinculación con las fuerzas de la naturaleza y la vida rural. Son criaturas con aspecto de mujer y cuerpo de ave que habitan en las grutas y en los cauces de los ríos, y que lanzan lastimeros gritos cuando un niño está a punto de morir, o bien que pierden a los niños en los bosques cuando estos se alejan de sus padres. Ejemplo de estos mitos son las historias de Sakabiali y la Wíkela. En el idioma bribri, la palabra 'itsö' significa tanto 'llorona' como 'tulevieja'. De ahí que haya similitudes entre las leyendas que se cuentan en Costa Rica y Panamá para estos dos fantasmas (básicamente una mujer que mata a su hijo fruto de un embarazo no deseado y que por ello queda condenada a vagar como un fantasma).
Los pueblos indígenas de Colombia y Venezuela también poseen muchos mitos sobre divinidades femeninas asociadas a los ríos y la naturaleza, tal es el caso de la Madremonte en Colombia y María Lionza en Venezuela. Estas son deidades protectoras de los bosques, los animales y las fuentes de agua, con poderes sobre los fenómenos naturales. En las leyendas colombianas, por ejemplo, la Madremonte aparece durante las noches de borrasca y las tempestades, lanzando bramidos y gritos infernales que estremecen la montaña. En el caso de María Lionza, muchos de sus mitos de origen tienen que ver con el agua, e igual que la Madremonte, es protectora de los peces y de la naturaleza. Muchos espantos del folclor colombiano y venezolano son mujeres monstruosas que lloran o asaltan y castigan a los hombres libidinosos y parranderos, como la Tunda, la Patasola, la Tarumama, la Muelona, la Sayona y la misma Llorona.

#### Leyendas amazónicas y andinas
En Sudamérica existen algunas leyendas precolombinas que fueron asociadas con la de la Llorona una vez establecido el dominio hispano sobre el continente, pero que no tienen un origen común con esta, a pesar de que existan aspectos muy similares. Pueden encontrarse trazos similares en la leyenda del Ayaymama de la mitología amazónica peruana. En esta leyenda, una madre abandona a sus dos hijos en un río porque siente que ella va a morir de una enfermedad y quiere evitar que ellos mueran por su causa. Los niños terminan transformándose en pájaros que emiten un sonido lastimero. En las leyendas guaraníes de Paraguay, Uruguay y Argentina, el mito de la Llorona está relacionado con el urutaú (Nyctibius griseus), también llamado güemí-cué, un ave nocturna que emite sonidos semejantes a una mujer que llora.

##### La Pucullén

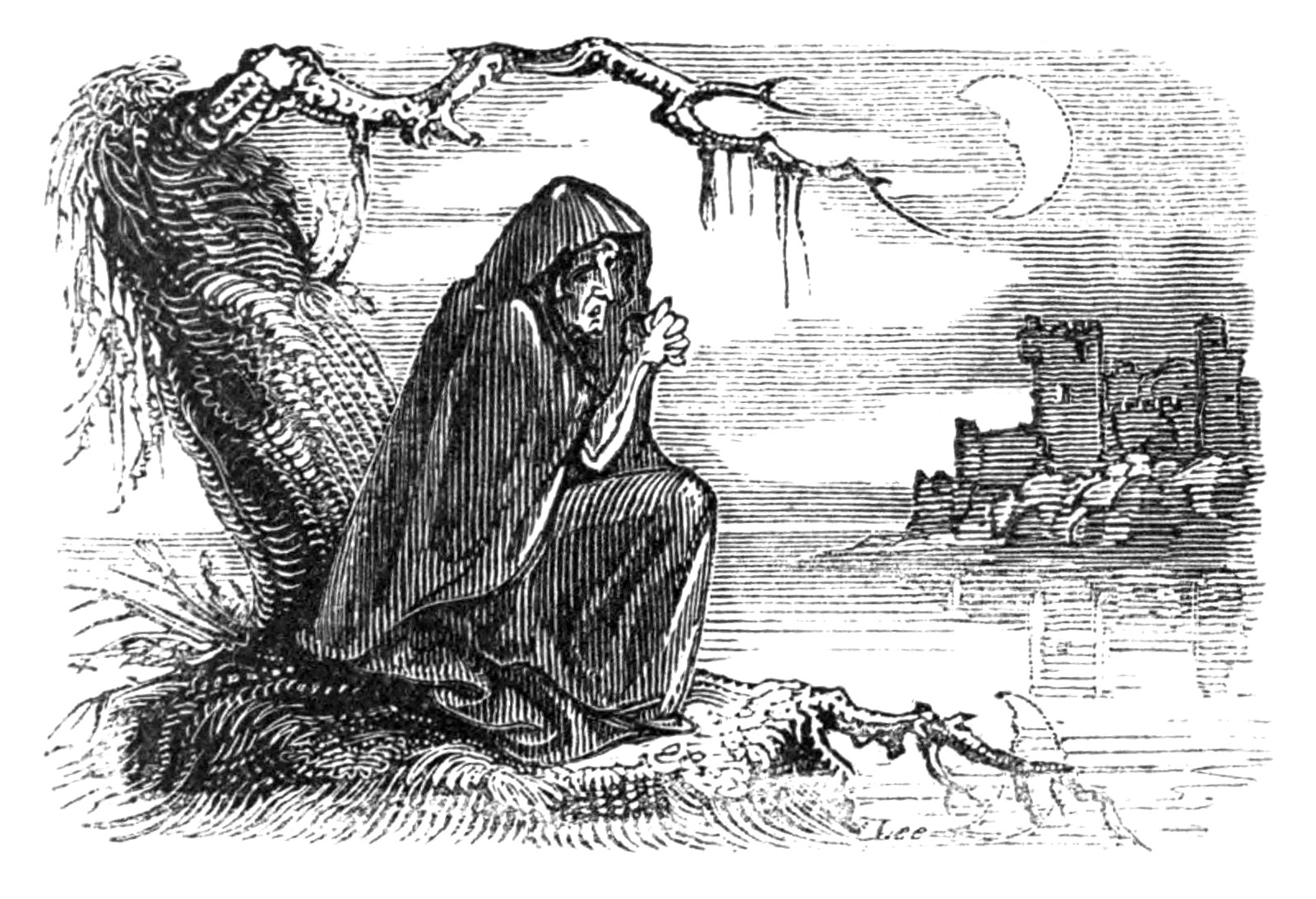
En Chiloé, la Pucullén es una mujer alta y delgada, vestida de negro, cuyo llanto anuncia la muerte de alguna persona

Destaca entre estas leyendas la historia de la Pucullén (del mapudungún 'külleñu', 'lágrimas', y 'pu': prefijo plural), perteneciente al folclor de los mapuches de Chile. La Pucullén llora eternamente porque le quitaron a su hijo de sus brazos a muy corta edad, o porque uno de sus hijos murió en sus brazos. Es una presencia fantasmal vestida de blanco (negro en algunas versiones), a la que solo puede ver la gente que está cercana a la muerte, algunas personas con habilidades especiales (como las machis o los calcus), los niños, y los animales que tienen los sentidos más agudos, entre ellos los perros, que lanzan lastimeros aullidos cuando perciben su presencia, por eso, si se frotan los ojos con lágrimas de perro, se le podrá ver; pero si el corazón del que observa no es firme, la imagen será espantosa. La Pucullén cumple las características de un psicopompo, esto es, una guía de los muertos, que indica con sus pasos y llantos el camino que debe recorrer el muerto para dirigirse desde su morada terrenal hacia el más allá. Con sus abundantes lágrimas, que forman un charco cristalino, la Pucullén señala el sitio preciso en el campo santo donde debe abrirse la fosa para depositar el féretro. Llora como plañidera por todos los familiares del difunto, para que se consuelen pronto de la pérdida; además, evita que el espíritu del muerto, disconforme con las pocas lágrimas y manifestaciones de pesar de sus parientes, regrese para atormentarlos. También es un augurio de muerte, por lo que solo la puede ver una persona que está a punto de morir.

### La leyenda durante el período Virreinal
La leyenda de la Llorona toma forma durante la época Virreinal, pues a los antecedentes prehispánicos, se suma la contribución española para establecer el mito como tal, convirtiendo a la Llorona en uno de los primeros signos del mestizaje. La multiplicidad de orígenes y de versiones sobre la misma historia es una muestra más que clara de que es producto del sincretismo.  Debido a la naturaleza de las tradiciones orales y el folclor, es posible que la leyenda nativa de la Llorona pasara de los indígenas a los españoles, los cuales le agregaron sus propios elementos de acuerdo a sus mitos, y que luego la leyenda, ya con elementos españoles, pasara otra vez a los indígenas, que volvieron a incorporar sus propios elementos. Dicho proceso también pudo haber ocurrido de forma inversa.
En el folclor de España, se conoce como dama de blanco al fantasma de una mujer vestida de blanco que es común en el folclor de varios países centroeuropeos. Estos espíritus comúnmente están relacionados con cursos de agua, como ríos, fuentes o pozos, y podían ser a la vez peligrosas o benéficas para los que se encontrasen con ellas. Criaturas mitológicas del folclor español asociadas a la Leyenda de la Encantada, como las lamias vascas, las anjanas cántabras, las xanas asturianas y las mouras gallegas, comparten características de las damas de blanco. En la región de Cataluña y en Mallorca, las damas de blanco son presagios de muerte, surcando bosques y montañas en noches de tormenta. Se aparecen como mujeres de enorme tamaño, vestidas con una túnica blanca, con una luz en la mano y los ojos en blanco. Según la leyenda, la dama de blanco era el fantasma de una mujer que había matado a sus hijos por un amor no correspondido.
Durante la época de la Nueva España, la leyenda de la Llorona sufrió transformaciones. Debido al temor a la herejía, no se le podía identificar directamente con las diosas prehispánicas la Llorona, por lo que su descripción y las características de la leyenda fueron cambiando para adaptarse a los nuevos estándares de los colonos, aunque conservó su esencia indígena: la vestimenta blanca, el cabello largo y negro, el grito desgarrador de ¡Ay mis hijos! y su relación con el agua. A la vez diosa y demonio, nadie, en la psique del mundo colonial, puede resistir su aparición ni su llanto de ultratumba, ni siquiera los conquistadores afincados en el valle de México, quienes a causa del espanto incluso instituyeron un toque de queda a las once de la noche[cita requerida], pues pasada esa hora comenzaban a escucharse los gemidos aterradores de la mujer espectral por las calles de la Ciudad de México. Su visión garantiza la muerte o la locura (en similar forma a la de las deidades prehispánicas antes descritas) para aquellos que intentan averiguar el origen de aquel lastimero gemido. Para los colonos, la diosa prehispánica toma la forma de una mujer de flotante vestido blanco, con la cara cubierta por un vaporoso velo (que cubre el aterrador rostro de la angustia), que cruza las empedradas callejuelas y plazas de la ciudad lanzando un estremecedor grito de desesperanza y derrota.
En el México novohispano, la leyenda de la Llorona fue identificada con la historia de la Malinche, personaje clave durante la Conquista de México. Para los colonos, la Llorona era el fantasma de la Malinche que volvía arrepentida para llorar su desgracia y su traición a su pueblo indígena, aunque otros indicaron que llora por los mestizos del pueblo mexicano (posiblemente basado en el libro El laberinto de la soledad de Octavio Paz que la percibe como la madre de la cultura mexicana)[cita requerida]. Esta visión negativa de la historia de la Malinche y su relación con Hernán Cortés es parte de la leyenda negra de estos personajes. De aquí parecen venir muchas de las versiones que señalan a la Llorona como la protagonista de una trágica historia de amor y traición entre la mujer indígena (o mestiza o criolla) y su amante español, lo que finalmente la lleva al infanticidio como una manifestación del deseo de castigar al hombre en la forma del amante, en unas versiones, o del padre de la mujer, en otras, para lo cual usa al niño como el instrumento de la venganza por ser este la prueba de la deshonra, pero también, de alguna forma, como una manera de castigarse a sí misma por su debilidad. Sin embargo, aunque existen versiones tanto populares como literarias que asocian la leyenda de la Llorona con la Malinche, para algunos investigadores, ambos personajes son opuestos absolutos, debido primeramente a la realidad histórica (Malinche no mató a sus hijos), y también a su simbolismo, pues su estatus de esclava sexual de Hernán Cortés creó la base del dominio colonial al crear lazos entre indígenas y españoles. La leyenda de la Llorona más bien destruye esta base al matar a sus hijos mestizos.

## Versiones
Desde el punto de vista nuclear, la leyenda de la Llorona es la historia de una dama blanca o dama de agua, vinculada a ciertos lugares de poder, y que tiene una naturaleza infernal-oracular. Sin embargo, la leyenda cuenta con múltiples versiones en casi todos los países de Hispanoamérica. Esto ocurre porque posee un ecotipo polifocalizado, es decir, en realidad es una familia de leyendas con un perfil translocalizado en diversos puntos del continente americano. Esto produce la creación de diferentes versiones donde las diferencias son apenas aparentes, porque en el fondo la historia es la misma: la figura fantasmagórica de una mujer vestida de blanco que recorre los ríos, buscando y llorando a los hijos que perdió. La mayoría de los relatos coinciden en que la mujer mató a su hijo o a varios hijos, ahogándolos en un río, razón por la cual es maldecida y solloza eternamente por el dolor que esto le causa. Sin embargo, la historia adquiere características y matices particulares de la zona geográfica y cultural donde se cuenta. Producto del sincretismo cultural, posee elementos tanto indígenas como españoles. Los elementos más constantes son la mujer de largos cabellos negros, el grito desgarrador, el vestido blanco y el agua.
Más que una leyenda, se podría hablar de la existencia de una multitud de leyendas de la Llorona, que se van ramificando a lo largo y ancho del continente, producto de los localismos y de diversos aspectos del folclor de cada país. Esto también hace que surjan una serie de personajes legendarios en los cuales la prosopografía - esto es, la descripción del personaje - es intercambiable con la historia de la Llorona. De esa forma, por un proceso de transpersonificación del personaje, en una historia la leyenda de la Llorona se parece a la de la Tulevieja o la de la Tarumama, y explica porqué a veces la Llorona hace, en un relato, cosas que hacen la Cegua o la Sayona, o porqué personajes de un mismo país como la Calchona, la Viuda y la Pucullén tienen trasfondos concomitantes muy similares. La literatura, el arte y la cultura mediática moderna permiten que se sigan construyendo nuevas versiones de la leyenda. Sin embargo, en estas versiones más modernas, la historia de la Llorona ha pasado del relato folclórico al campo de la leyenda urbana, donde predomina una visión más mediática y moderna, llena de truculencias y efectismos macabros, dejando de lado el simbolismo, con el fin último de generar un impacto más visceral.

### Relato de origen
En versiones de México y Centroamérica, es común que los relatos de origen de la Llorona mencionen su etnia, su linaje, su situación económica, su nombre, el del esposo y hasta el de hijo o hijos. Generalmente, el relato es situado en la época inmediata a la Conquista española, en los primeros años de la colonia, aunque en otras versiones, en épocas más recientes. La mujer puede ser una indígena, una mestiza, o una española, amante de un conquistador español o un señor de alta alcurnia. En México, esta indígena, llamada Luisa, se enamora de don Nuño de Montes Claros, que la abandona, y ella en venganza apuñala a los tres hijos que tuvieron. La mujer es quemada o colgada y se convierte en la Llorona, que vaga por las calles de la Ciudad de México, llorando su tragedia.
En Guatemala, la Llorona toma el nombre de María, y es el alma en pena de una mujer de origen criollo (descendiente de españoles) o mestiza, de un estrato socioeconómico alto, quien engaña a su esposo con un mozo de la hacienda, quedando embarazada, por lo que decide ahogar a su hijo, de nombre Juan de la Cruz, con la consecuente maldición. En Guatemala también cuentan que, mientras más cerca se escuchan sus gritos, es porque más lejos se encuentra y, mientras más lejos se escucha es señal que está pasando más cerca de la persona que escucha el llanto.
La geografía de la región juega un papel en las características de la leyenda. La presencia del agua está presente en casi todas las versiones, a veces asociada a sitios específicos relevantes de cada país. En México, los hechos ocurren en el lago de Texcoco. En Costa Rica, en el río Grande de Tárcoles. En Uruguay, en el lago del parque Rivera en Montevideo. La escena puede ocurrir en las grandes ciudades (México, Montevideo, Lima, etc) o en ambientes y épocas campesinas y rurales. 
En Nicaragua, la Llorona es el alma en pena de una indígena de Moyogalpa, en la isla de Ometepe, que se enamoró de un blanco, en contra de los consejos de su madre («no hay que mezclar la sangre del esclavo con la sangre del verdugo»), y que luego de ser abandonada, ahoga a su hijo en el lago de Nicaragua, pero, arrepentida, se metió al agua para salvarlo, sin éxito.
En Venezuela, el relato de origen está relacionado con los llanos venezolanos: una mujer muy joven se enamora de un soldado, que la abandona al embarazarla, y ella, como no tiene idea de cómo criar un infante, desesperada por el llanto del niño, lo mata con sus propias manos. Arrepentida, su llanto llama la atención de los vecinos y familiares, que la maldicen. Ella huye hacia el llano y se convierte en un espanto que roba niños que están solos, ya sea en sus casas o en las orillas de ríos o quebradas.
En el Perú, la Llorona con su gemido lúgubre anuncia la muerte a las personas cercanas a los campesinos que se atreven a entrar en las huacas, razón por la cual los vecinos evitan entrar en las ruinas de los antiguos monumentos aborígenes. Este mito está muy extendido en la zona costera norte y en la sierra peruana.
Otra variación es el motivo del asesinato del niño o niños. La mayoría de las historias cuentan que la mujer, tras ser abandonada por el hombre, asesina a sus hijos por locura o por venganza, pero también puede ser que la muerte sea accidental, mientras la madre lava en un río, como ocurre en algunas versiones de México, Guatemala y Nicaragua. En una versión de Costa Rica, la Llorona ahoga a su hijo recién nacido en el río por locura y  vergüenza, al ser rechazada por su familia, su pueblo o la sociedad en general, por ser madre soltera, o por embarazarse estando prometida a otro. En otra versión costarricense, la Llorona padece de una enfermedad mental, y ahoga a su hijo de forma accidental mientras lo baña en el río. Otro relato de origen venezolano cuenta que la mujer mataba a sus hijos con cada parto, sin sentir remordimiento. El cura de su pueblo se entera y al ver que está embarazada de nuevo, le aconseja darle de mamar al niño antes de matarlo; tras hacerlo, ella siente una gran culpa y desde entonces, vaga por los campos llorando de dolor, buscando a sus hijos y asustando a todo el que se le atraviesa en su camino.
En Uruguay, la Llorona y su hijo se ahogan por accidente en el lago del parque Rivera, uno de los más importantes de Montevideo, en una noche tormentosa. Incluso, hay relatos donde el elemento de los niños está ausente, como ocurre en otra leyenda de Uruguay, que atribuye el origen de la Llorona al asesinato de esta y de su esposo por unos ladrones, que arrojan sus cuerpos al mismo lago, razón por la cual se escuchan llantos en el sitio en ciertas épocas del mes.
El asesino de los hijos también puede variar. La mayoría de las veces, la Llorona es la asesina de sus hijos, pero hay versiones donde estos mueren a manos de otros. 
En Costa Rica, la Llorona es una indígena muy hermosa, hija de un rey huetar, la cual se enamoró de un conquistador español, con el que se veía a solas en lo alto de una cascada, queda embarazada y da a luz un hijo, que es asesinado por el padre de la mujer, arrojándolo de lo alto de la catarata. Maldecida por el padre, vaga eternamente por las orillas de los ríos buscando a su hijo perdido, perseguida por los espíritus malignos y llorando su desgracia. Desde entonces, los viajeros que atraviesan los bosques en las noches calladas cuentan que, en la vera de los ríos, se escuchan ayes quejumbrosos, desgarradores y terribles que paralizan la sangre: es la Llorona que busca a su hijo y cumple la maldición de su padre.
En Puerto Rico, la leyenda de la Llorona se mezcla con la del fantasma de la curva. En este país, según la tradición oral, en el puente de Las Calabazas se presenta una mujer pidiendo que la lleven. Aunque la ignoren, aparece repentinamente dentro del automóvil. Otros cuentan que si deciden ignorarla o rechazar que se suba al vehículo, a pocos kilómetros, un neumático se espichará, y posterior a eso, ella volverá a aparecer. Se cree que es el alma de una mujer que vaga buscando a su hijo,al que mataron unos criminales o delincuentes junto con ella tras el acto de violación. También suele aparecer en los campos de Puerto Rico.
En Colombia, la leyenda se trata del espíritu de una mujer que mató a su hijo recién nacido, lo dejó cerca a un riachuelo y la corriente se lo llevó. Posterior a eso, fue castigada y condenada a vivir llorando y lamentándose por su crimen. Desde entonces, camina por las noches buscando a su hijo. No obstante, hay quienes dicen que lleva a su hijo muerto entre sus brazos. Los más crédulos de esta leyenda están Pasto. Allí, se dice que es una mujer que parece un demonio, que sale a llorar en las noches de luna llena y se dice también, que el 31 de octubre, la Llorona camina por los cementerios con una vela en la mano buscando a su hijo. Sin embargo, quien la mire a los ojos, queda atrapado por ella y es torturado con sus gritos desgarradores.

#### La Malinche
En México es muy común asociar a la Llorona con la figura histórica de la Malinche, una mujer indígena que fue la traductora oficial de los españoles, amante y posteriormente esposa del conquistador Hernán Cortés, que jugó un papel muy importante en la conquista y caída de la gran Tenochtitlán.
En este contexto, la Llorona deja de vincularse con el agua y pasa más a vagar por las calles y zonas rurales de México. Aquí, las “versiones” de la Llorona también suelen multiplicarse: El espíritu de la Malinche, en la primera versión, es el fantasma de la Llorona que viene desde el más allá, arrepentida por haber traicionado a los indios de su raza a través de su papel en la conquista. La segunda “versión” dice que una vez que Hernán Cortés regresó a España este se había llevado consigo al hijo de ambos, Martín Cortés, mientras que ella no pudo hacer nada para impedirlo, y por esa misma razón se la pasa dolida y llorando. Y en la tercera versión, la más cultural, se indica que llora por sus hijos quienes vienen siendo los mestizos del pueblo mexicano, en arrepentimiento de haberlos vendido ante los españoles o por el terrible destino que se suponía que iban a pasar. O también se mezclan la tercera y primera versión juntas. En todo caso, se dice que el espíritu de la Llorona se pasea por la plaza de la Conchita en Coyoacán y dentro de la casa colorada, donde alguna vez residió en vida.

### Comportamiento
Otro aspecto que varía en las historias es lo que el relato cuenta que ocurre durante un encuentro con la Llorona. Los relatos folclóricos coinciden en que, más que su aspecto físico, el terror que produce la Llorona es producido por su espeluznante lamento, y muchas veces no existe un contacto directo con el espectro. Sin embargo, esto puede cambiar. En algunos relatos, quien la ve puede morir, pero estas versiones son las menos.
En El Salvador, la Llorona vaga por las calles de pueblos rurales llorando por sus hijos. Cuando llega a un pueblo, entra por la calle principal, lanza su primer grito y comienza a llorar, buscando el camino que lleva al cementerio de la comunidad, o tras entrar en la iglesia local, desaparece. Las personas que la escuchan, experimentan escalofríos en sus cuerpos. Si se le da la espalda, aparecerá de pronto al lado de la persona. El alma de quien la mire y la siga vagará durante toda la eternidad.
En una versión de Costa Rica, se anota que la Llorona es inofensiva porque su única preocupación es encontrar a su hijo, pero en otra versión del mismo país, encontrársela puede significar la muerte, ya que asesina a la persona confundiéndola con su burlador.
En Ecuador, luego de ahogar a su hijo, la Llorona lo busca hasta encontrar su cadáver, al que le falta el dedo meñique de la mano. Por eso, el fantasma de la Llorona corta el dedo meñique a quien se le aparezca.

### Aspecto
La mayoría de los relatos la describen como una mujer de vestimenta blanca y el cabello largo y oscuro, que peina su cabellera mientras llora. Puede tener el rostro pálido como una calavera. En algunas versiones, lleva una bata blanca larga y encima otra bata de color negro con capucha. En algunas versiones de Guatemala y en la de Aguascalientes, México, tiene cara de caballo, como la Siguanaba o Cegua.
Puede ir tomando aspectos cada vez más monstruosos según la historia se mezcla con otros relatos locales. En Costa Rica y Panamá, la leyenda de la Llorona tiene similitudes con la de la Tulevieja, originaria de los pueblos talamanqueños de ambos países, y la Tepesa, oriunda de las comarcas indígenas y muy popular en las tierras de las provincias panameñas de Los Santos, Veraguas y Chiriquí. La Tulevieja es una vieja sucia y horrenda, vestida de harapos y con patas de ave, mientras que la Tepesa tiene largos cabellos enmarañados y el rostro cubierto de agujeros. Ambas leyendas narran historias de mujeres que matan a sus hijos y son condenadas a vagar como horripilantes espectros monstruosos.
En Colombia, la Llorona es el fantasma errante de una mujer que recorre los valles y montañas, cerca de los ríos y lagunas, vestida con una bata blanca que la cubre hasta los talones. Tiene el cabello largo, negro y rizado, también puede ser de color plateado, café y dorado, y en él se posan grillos, luciérnagas, cocuyos y mariposas. Su rostro es una calavera aterradora, y en las cuencas de sus ojos giran dos bolas incandescentes. Las mangas de la batola le llegan hasta sus muñecas y con sus manos grandes, huesudas y ensangrentadas, arrulla a un bebé muerto. Al gemir, la Llorona derrama lágrimas de sangre sobre la mortaja azul de la criatura, que conserva una expresión angelical y con sus ojos parece acusar a la madre que le quitó la vida. En Antioquia, la Llorona toma el nombre de «la María Pardo», mientras que en la región de Pasto, «la Tarumama», una vieja monstruosa con cascos de mula por pies y grandes senos que se echa a la espalda, castigada como un alma en pena por haber abandonado al hijo que tuvo sin ser casada, para tapar su vergüenza.
En Venezuela, la Sayona es un personaje similar, que se les aparece a los hombres parranderos e infieles, mostrando unos enormes colmillos. Durante la Colonia, algunas mujeres se disfrazaban de la Sayona para pasar desapercibidas y verse con sus amantes.
Otro personaje similar es la Viuda, que aparece en leyendas de Argentina y Chile. Esta es una mujer alta y delgada, vestida de negro, que se aparece por lugares, caminos y puentes apartados, a quien no es posible verle la cara y, en algunas ocasiones, tampoco los pies, de modo que parece que flota en el aire. En la versión urbana este ser sonríe a los hombres y a veces los acompaña un trecho del camino, sin hacerles nada, y esquiva a las mujeres; en la versión rural, es una mujer alta y enjuta, vestida de blanco, que camina trepada en zancos, y que gusta de quitar sus pertenencias a los viajeros. En la región de Catamarca, Argentina, se le añade una cabellera desgreñada, unos pies muy blancos y sensuales, y la particularidad de arrojar fuego por la boca. En algunas historias, puede tomar la forma de animales. Al igual que la Llorona, la leyenda cuenta que se trata de una mujer que arrojó a su hijo a un río, y al igual que la Cegua y la Sayona, puede transmutar su rostro en una calavera, y se sube a los caballos de los infieles para matarlos de un susto mortal con un gélido abrazo.

## Simbolismo
Desde el punto de vista de Aarne-Thompson, los cuentos de la Llorona se clasifican en el tipo 300, «El Dragón Asesino», en relación con que el numen se comporta como un depredador del que hay que salvarse, pues su encuentro supone algo tenebroso, de mal augurio o desafortunado, y con el tipo de la Encantada, donde el ser humano interacciona con el numen en su área de poder (en este caso particular, el agua), a partir de unas pruebas, lo cual es frecuente en historias con genios acuáticos y en las prácticas de los chamanes. La Llorona puede ser considerada un espíritu de malos presagios, y sus gritos y lamentos nocturnos, un oráculo de eventos desafortunados. Puede causar enfermedades a las personas, empeorar la condición de quienes ya están enfermos o traer maldiciones sobre los seres queridos, provocando o anunciando la muerte. Con su mensaje traído del inframundo, irrumpe en las aldeas para avisar a los lugareños la crecida del río, la desgracia cercana, advirtiendo contra el descuido, la negligencia, la falta de cuidados que lleva al desastre, al desequilibrio. Su vinculación con la noche y lo infernal-funerario la asocia al arquetipo de la Triple Diosa: la virgen que luego se convierte en madre y, finalmente, que da lugar a la anciana cadavérica y terrorífica, a la bruja. Como Hécate, la Llorona recorre los caminos como la primera del cortejo de los espectros de la noche, la reina de los fantasmas americanos.
La historia tiene varias interpretaciones. Desde el punto de vista literal, el mito de la Llorona es la condena unánime a la mujer desnaturalizada que, desobedeciendo los consejos de su madre, hace pagar a su hijo el engaño del que ha sido víctima por parte de su verdugo. Es una advertencia contra las relaciones sexuales antes del matrimonio, contra el embarazo no deseado y contra el aborto. La Llorona es la mujer que, por renunciar a su función maternal, es escarmentada con un castigo terrible que debe sufrir para toda la eternidad, como estremecedor ejemplo para las mujeres y madres futuras. La Llorona asusta a las muchachas que han cometido actos de los cuales sus padres no estarían orgullosos. En la historia de este personaje se ha querido ver el comportamiento que la sociedad masculina de la época colonial exigía de la mujer en general y de las indígenas en particular, que involucra un castigo por el incumplimiento del rol de la maternidad asignado por sus condición de mujeres, que se les exigía. Desviarse de esa tarea sociocultural solamente podía significar la locura, la muerte y la pena. La Llorona es un espíritu errante y sufriente por haber cometido el pecado más grave de una madre: matar a su hijo.
Pero la Llorona no solo asusta a las mujeres, antes bien, en el caso de la población masculina, espanta a aquellos que deambulan por la noche, especialmente a los que andan en actividades deleznables, como el alcoholismo y la infidelidad. Mediante sus artes, la Llorona controla y reprime las actividades masculinas consideradas moralmente reprobables, permitiendo que la «normalidad» social y cultural vuelva a su «cauce». Al subirse a los caballos de los trasnochadores y matarlos de un helado abrazo mortal, al enloquecerlos y dejarlos inútiles para siempre, al trastocar su rostro angelical por el de una mortal calavera o la aterradora cabeza de una yegua de dientes averiados que marca la mejilla del infiel con un beso de muerte, cumple la función de espíritu vengativo.
La leyenda tiene, pues, una función moralizadora. No es esta, sin embargo, su única función. A veces, las madres castigan y asustan a sus hijos diciéndoles que, si las desobedecen, la Llorona vendrá a buscarlos y asustarlos por las noches, cumpliendo un rol de asustador de niños similar al de El Coco. La Llorona cumple la función del guardián aterrador que avisa del peligro, disuade al desprevenido y aleja al niño de ahogarse en la poza, el lago o el río.
En el contexto colonial, la leyenda de la Llorona originalmente fue una historia de miedo que funcionó como una advertencia a los indígenas contra la desobediencia al poder establecido, asustando y subyugando a la población indígena durante la noche en sus pueblos. Durante la Colonia, proliferaron toda clase de historias sobre muertos, fantasmas y aparecidos, cuyo fin último era censurar el comportamiento desenfrenado y toda clase de conductas consideradas inmorales, en el caso particular de la Llorona, condenando las relaciones ilegítimas. Desde el punto de vista metafórico, la Llorona también representa, ya sea a la diosa, madre, hermana, esposa o hija, pero ante todo, a la mujer condenada a observar el desamparo histórico de sus hijos simbólicos, los pueblos indígenas, militar, política y culturalmente desplazados por la Conquista. Sin embargo, a partir del discurso parabólico y poético reflejado en su relectura en la literatura y cultura popular modernas, al ser tomada como figura emblemática de la resistencia indígena y de poblaciones marginadas o subalternas de la sociedad, se le ha reinterpretado en el sentido opuesto: la extensión y ramificación de sus leyendas da voz a las distintas comunidades y territorios de América, con visiones a veces contrapuestas. A través de estas interpretaciones, la Llorona visibiliza un dolor antiguo que sin embargo sigue estando vigente a través del tiempo, e igual es el adalid de los indígenas vencidos que espanta a los conquistadores blancos, como la defensora de los inmigrantes ilegales que cruzan la frontera hacia el sur de los Estados Unidos, o símbolo del discurso feminista contra la sociedad patriarcal entre las escritoras chicanas.
Una de estas historias o versiones modernas de la leyenda de La Llorona se usa en la película The Curse of La Llorona (2019). En esta versión, María, una mujer muy bonita casada con un hombre rico, vive feliz con su esposo, pero entonces, este la deja por otra mujer más adinerada. Un día, el esposo acude a la casa de María con otra mujer, para ver a sus hijos. Enojada, María fue con sus hijos al lecho del río y los ahogó. Pasó poco tiempo antes de que se diera cuenta de su error y luego regresó al río para buscar a sus hijos, ella buscó por muchas horas y cuando los encontró, se dio cuenta de que ya era demasiado tarde y habían muerto. Ella lloró durante días y días con su vestido blanco en el lecho del río sin comer o beber, y finalmente murió del agotamiento. Como moraleja, la historia se usa para disuadir a los niños de permanecer lejos de los ríos o de no desobedecer a sus padres. En la actualidad, en partes de Arizona o de México, muchas personas afirman haber tenido encuentros con La Llorona.

## Paralelismos con otras culturas
Alrededor del mundo existen mitos y leyendas acerca de seres con algunas características similares a las de la Llorona.
En la mitología griega, por ejemplo, se pueden encontrar similitudes con el mito de Medea, quien asesinó a sus propios hijos luego de que su esposo, Jasón (a quien había ayudado a recuperar el vellocino de oro), la abandonara por otra mujer. Igualmente, los griegos también relataban la leyenda de Lamia, una princesa con quien Zeus había tenido varios hijos, que fueron asesinados por Hera. Lamia vagaba desde entonces lamentándose por la pérdida de sus hijos y devorando a los niños de otras madres.
En la Biblia, en Jeremías, se narra la historia de Raquel, quien llora por sus hijos (el pueblo de Israel) porque perecieron, como un simbolismo del exilio del pueblo hebreo en la tierra de Babilonia.
En la mitología celta, la banshee era un espíritu femenino que anunciaba la muerte de una persona mediante sobrecogedores gemidos que podían escucharse a largas distancias. Otro ser similar es la Ploranera, del folclor catalán, que es descrita como «una vieja huraña que, en vez de hablar, aúlla, chilla y ronca. Se la supone residente en las cumbres de los Morunys, cerca del lugar de Sant Llorenç del Piteus, en la Vall del Hort».
En África, entre los pueblos yoruba de Dahomey y Togo, se narra una leyenda que describe al viento como una mujer que recorre los ríos lanzando pavorosos lamentos y buscando a sus hijos asesinados. Estos fueron ahogados por el océano (que en este mito es también una mujer) y sus restos desperdigados por el mundo. Esta leyenda, que presenta fuertes similitudes con la de la Llorona, fue introducida en los Estados Unidos por los esclavos africanos traídos por los europeos a América y es especialmente conocida en estados sureños como Luisiana.
El folclor chino es rico en historias de fantasmas y leyendas, y una de estas historias narra la aparición de una mujer vestida de blanco que llora y se lamenta por los pasillos de la Ciudad Prohibida.
En Japón, los fantasmas que vuelven al mundo para cobrar venganza reciben el nombre de onryo. Estos generalmente son mujeres ataviadas con un kimono blanco, con el cabello largo y negro y la tez pálida. La Kuchisake-onna, un yokai, es una mujer con la boca partida que se aparece por las noches a hombres jóvenes para cortales la cara.
En las Filipinas existen dos leyendas similares a la de la Llorona. En una de ellas, el fantasma de una sirena aúlla en el mar por las noches lamentando el asesinato de sus hijos por un pescador. Cuando se escucha su llanto, es porque alguien se ha ahogado. En la otra versión, conocida como la leyenda de la Mujer Blanca, el fantasma es uno que mora en la niebla y captura jóvenes mujeres una vez al año, a quienes atrapa entre la bruma en medio de grandes alaridos.
En la mitología malaya e indonesia, la Pontianak es el espectro vampírico de una mujer que murió al dar a luz y que se venga de los hombres. Anuncia su presencia emitiendo un sonido que semeja el llanto de un bebé. La Pontianak se venga de las madres robándose a sus hijos después de que estas dan a luz.

## Su presencia y representación en la cultura contemporánea
La leyenda de la Llorona sigue estando muy vigente en la memoria colectiva de los pueblos de América Latina. Su historia ha sido reproducida en la literatura, la música, las artes plásticas, las artes escénicas y los medios audiovisuales en todas la épocas.

### En la literatura
El tema de la Llorona ha sido tratado en múltiples ocasiones en diversas formas narrativas, en cuentos, novelas, ensayos, poesías y obras de teatro, por muchos autores en América Latina principalmente, pero también en otras latitudes, tanto en español como en otros idiomas, como el inglés.
La Llorona es parte fundamental del folclor y la tradición popular y literaria de México. En este país, su leyenda ha sido transformada y actualizada en innumerables ocasiones por diversos autores en todos los géneros de la literatura.
Para los escritores chicanos, la Llorona actúa como símbolo protector de la identidad mexicana en los Estados Unidos. En las novelas de estos escritores, la Llorona o los personajes basados en su figura, hacen la función de defensores de los pobres, los desesperados y los oprimidos, recordando a los jóvenes migrantes su deber hacia su madre patria, defendiendo la unidad y la cultura de los mexicanos en Estados Unidos. Ejemplo son las novelas The Legend of La Llorona (1984), de Rudolfo Anaya, y El río, el pozo y otras fronteras (1995) de Eduardo Antonio Parra.
El escritor guatemalteco Roberto Cuevas García ambientó la leyenda en el siglo XVII, en Santiago de los Caballeros de Guatemala, sede de la Capitanía General de Guatemala (actual Centroamérica y estado de Chiapas, México). La Llorona es una víctima de las desigualdades, prejuicios y violencia en la ciudad colonial.
La Llorona es, según el escritor costarricense Carlos Luis Sáenz, uno de los cuatro personajes principales de las leyendas costarricenses, junto al Cadejos, la Cegua y la Carreta sin bueyes. La Llorona y otras leyendas han sido tema principalmente de la poesía y el cuento folclórico y costumbrista costarricenses. Versiones literarias de la leyenda de la Llorona aparecen en este tipo de cuentos, poesías y ensayos escritos por autores costarricenses como Víctor Lizano, Manuel González Feo, Margarita Castro Rowson, Carlos Luis Sáenz y Luis Ferrero Acosta, y recopilados en las obras de Elías Zeledón Cartín sobre el tema de las leyendas.
El escritor uruguayo Eduardo Galeano, reproduce los presagios de la caída de Tenochtitlan en el libro Memorias del fuego: I.Los nacimientos, incluyendo la aparición de la mujer invisible que aterroriza Tenochtitlan con sus gritos lastimeros, llorando por sus hijos, los aztecas.
En los Estados Unidos se han  publicado una gran cantidad de estudios sobre folclor, tanto en inglés como en español, que incluyen el tema de la Llorona, iniciando con Legends of the City of Mexico de Thomas A. Janvier, publicado en 1910. Algunos autores anglosajones que han tratado a la Llorona en el contexto literario son Betty Leddy (La Llorona in Southern Arizona y La Llorona Again), Bacil Kirtley (La Llorona and Related Terms), Robert Bakarat (Aztecs Motifs in La Llorona y Wailing Woman of Folklore) y Shirley Arora (La Llorona: the Nationalization of a Legend). En la serie de cómic estadounidense Batwoman, publicada por la editorial DC Comics, la llorona es el villano central del arco argumental "hidrología".

### En la televisión
El mito de la Llorona es común en los programas de televisión de Roberto Gómez Bolaños, Chespirito. Así, en los cortos de El Chavo del 8 es común que el Chavo, Quico, la Popis o la Chilindrina confundan con la Llorona a Doña Florinda o Doña Clotilde durante episodios de sonambulismo de estas. En los cortos de Los Caquitos sucede lo mismo con el personaje de Doña Nachita. También en Los Chifladitos, Lucas Tañeda y Chaparrón Bonaparte confundieron una vez a su vecina sonámbula, personificada por Florinda Meza, con la Llorona.
En Costa Rica, en 1996, el extinto canal Univisión Canal 2 presentó una miniserie televisiva sobre las leyendas costarricenses, llamada Leyendas, las Vivencias en la cual se incluyó una versión costarricense de la leyenda de la Llorona. Luego, en 2012, el SINART, la televisión pública nacional, realizó otra miniserie con el mismo tema, con motivo de la instauración del 31 de octubre como el Día de las Mascaradas, que trasmitió por canal 13. En 2020, nuevamente en Costa Rica, el costarricense canal Sinart Trece Costa Rica Televisión presentó una serie animadas titulada "Leyendas tremendas", en la que un equipo y su abuela se enfrentarán a diversos personajes legendarios de Costa Rica, incluyendo al espíritu de la Llorona.
En Venezuela, el canal RCTV produjo dos historias de Humberto «Kico» Olivieri acerca de la Llorona y la Sayona en su programa «Archivos del más allá». Con toques de humor negro, estas relataban las aventuras de dos camioneros enamoradizos y parranderos que contactaban con los dos personajes de la leyenda, dos hermosas y misteriosas mujeres, al tiempo que se veían involucrados, sin saberlo, en una trama de tráfico de drogas. Las dos versiones planteaban los enfrentamientos entre la religión cristiana y una absurda religión popular cuyo personaje central era una entidad alucinante, un tal Chalu, al que un brujo borracho invocaba para acrecentar su popularidad entre los lugareños, frente a la del cura del pueblo.
En Uruguay, el programa de contenido sobrenatural Voces Anónimas dedicó varios capítulos a la Llorona del parque Rivera de Montevideo.
En Estados Unidos, en el episodio piloto de la serie de televisión Supernatural, de WB Network, los hermanos Winchester se enfrentan a la Llorona, a quien identifican como «The White Lady» (la Dama de Blanco). Durante el episodio comentan que en muchos países existe el mismo personaje con una historia parecida: «Una mujer que llora y grita por haber matado a sus hijos».
En el noveno episodio de la segunda temporada de la serie Grimm, el detective Nick Burkhardt se enfrenta a la Llorona. Se presenta a este espectro como una mujer ataviada con un vestido blanco, de pelo negro y que llora en las riberas de los ríos, donde se la ve cuando va a secuestrar niños. En este caso La Llorona es una mujer que ahogó a sus tres hijos (dos niños y una niña de entre siete y diez años) como venganza porque su marido la abandonó por otra mujer. Así, desde entonces, cada noche de Halloween secuestra a tres niños cerca de los ríos y a medianoche los ahoga con el fin de intercambiarlos por sus hijos. Tras hacerlo, desaparece a medianoche para reaparecer el año siguiente.

### En el cine
La leyenda de la Llorona ha sido llevada al cine en numerosas ocasiones, la mayoría de ellas por el cine mexicano y estadounidense. En el caso particular de México, entre 1933 y 1974 se llevaron a cabo seis largometrajes que cuentan la leyenda desde el punto de vista de su versión hispánica, centrándose en el alma en pena de la mujer que vaga por las noches lamentando la pérdida de sus hijos. Las primeras películas sobre el tema surgieron durante la época de oro del cine mexicano, siendo la primera La Llorona (Ramón Peón, 1933), considerada la primera película de horror del cine mexicano. Se trata de un melodrama romántico con tintes expresionistas, donde uno de los personajes es poseído por el fantasma. En 1947, se estrenó la La herencia de la Llorona, de Mauricio Magdaleno, en la que el fantasma embruja una hacienda donde el padre ha muerto y el hijo vuelve para despojar a su abuela y a su madre de su patrimonio, por lo que la Llorona reaparece para hacer justicia. El tema volvió a ser abordado hasta la década de los 1960 con tres películas mexicanas: El grito de la muerte (Fernando Méndez, 1958) es un western con elementos góticos de terror, rico en imaginería asociada al fantasma; La Llorona (René Cardona, 1960), un drama trágico donde la leyenda es narrada en su versión más conocida (más bien, se basa en la versión de Juan de Dios Peza): una mujer mestiza del México novohispano, que se enamora de un aristócrata español, es engañada y en venganza, asesina a sus hijos, maldiciendo a su descendencia. La historia luego se traslada al siglo XX, donde la Llorona (María Elena Marqués) reencarna para cumplir la maldición matando a un niño; y La maldición de la Llorona (Rafael Baledón, 1963), que destaca por su manejo de la atmósfera gótica y de terror. En esta cinta, una mujer pacta con el diablo a cambio de obtener poderes, y para pagar deberá matar a su sobrina y revivir a la Llorona. Pasarían 11 años para la llegada de La venganza de la Llorona (Miguel M. Delgado, 1974), una película del ciclo de cine de luchadores, donde El Santo y José Ángel «Mantequilla» Nápoles deben enfrentarse a la Llorona.
El cine no volvería a tocar el tema de la Llorona sino hasta la entrada del siglo XXI. Luego de 1974 y hasta 2004, pasarán treinta años sin ninguna versión cinematográfica del tema, surgiendo a partir del año 2004 nuevas versiones del personaje, tanto en el cine mexicano como estadounidense, donde la Llorona toma un cariz más diabólico, amenazante y vengativo, adaptando el mito a las necesidades del cine comercial convencional, principalmente de terror y horror. Tras algunos cortometrajes y películas sacadas directamente a vídeo, en 2004 se estrena Las Lloronas, de Lorena Villarreal, en la que tres mujeres de distintas generaciones deben enfrentar la maldición de la Llorona sobre su familia. Al año siguiente, aparece el largometraje Kilómetro 31 (Rigoberto Castañeda, 2005), con una reinvención de la historia del personaje que mezcla la leyenda de la Llorona con la del fantasma de la curva, y con presencia de elementos estéticos y una atmósfera directamente influenciados por las películas de horror japonés, muy en boga a inicios de los años 2000. La película tuvo una secuela del mismo director en 2016, Kilómetro 31-2. El siguiente largometraje mexicano sobre la leyenda es J-ok'el (Benjamín Williams, 2007), donde el personaje se aborda desde la perspectiva del mito maya: un estadounidense viaja a Chiapas para buscar a su hermana, secuestrada por la Llorona, con un desenlace más terrenal que sobrenatural. La película animada mexicana La leyenda de la Llorona (Alberto Rodríguez, 2011), en la que unos niños deben liberar a Xochimilco de la Llorona, introduce el mito a las nuevas generaciones infantiles. Se trata de la secuela de la exitosa película mexicana de animación del 2007 dirigida por Ricardo Arnaiz.
El cine estadounidense puso atención a la leyenda en 2005. Surgieron largometrajes de terror alusivos a la Llorona, casi todas producciones de bajo presupuesto, como Haunted from Within (2005), donde la Llorona posee a las mujeres de un pueblo de Arizona y un psíquico debe exorcizarla; la trilogía de The Wailer (Andrés Navia, 2006), su secuela The Wailer 2 (Paul Miller, 2007), y su precuela The Wailer 3 (Javier Barbera, 2012), donde la leyenda original es trastocada; y The Cry (Bernardine Santistevan, 2007), donde el fantasma es llevado a la ciudad de Nueva York. En 2006, el director Terence Williams presenta su propia trilogía de películas de la Llorona con The River: Legend of La Llorona, Curse of La Llorona y Llorona Gone Wild. Otra película relacionada indirectamente con el tema es la película canadiense Mamá (2013), dirigida por el argentino Andy Muschietti y con el mexicano Guillermo del Toro como productor ejecutivo, la cual presenta un espectro (interpretado por Javier Botet) cuya historia de fondo recuerda a la de la Llorona. El personaje es introducido finalmente a Hollywood con la producción de 9 millones de dólares The Curse of La Llorona (Michael Chaves, 2019), perteneciente al Universo The Conjuring, donde la leyenda es recreada al inicio de la película, y una trabajadora social (Linda Cardellini) debe salvar a sus hijos del terrorífico espectro (Marisol Ramírez).
En 2019 la película guatemalteca La Llorona, de Jayro Bustamante, ganó el Premio del Director Giornate degli Autori en dicho festival celebrado en Venecia, Italia. Valiéndose de la historia de la leyenda, la película aborda el tema de las matanzas ocurridas entre 1960 y 1966 durante la Guerra civil de Guatemala.

### En la música
La Llorona es una canción popular mexicana, originaria del estado de Oaxaca. Como la leyenda, esta canción se caracteriza por contar con múltiples versiones, de forma que su letra varía de intérprete a intérprete y de región a región, predominando las referencias a la melancolía y el amor, temas característicos de la leyenda. A lo largo de la historia, diversos artistas y grupos musicales han realizado muchas interpretaciones de esta canción. Entre estos artistas se destacan Chavela Vargas, Raphael, Joan Báez, Lola Beltrán, Lucha Villa, Ely Guerra, El Trío Montalbán, Eugenia León, Lila Downs, Natalia Lafourcade, Susana Harp, y Ángela Aguilar. La canción ha formado parte de la banda sonora de películas como Frida, donde es interpretada por Chavela Vargas y Lila Downs, y Coco, con las voces de Angélica Vale y Marco Antonio Solís en su versión en español.
La cantante mexicano-canadiense Lhasa de Sela grabó en 1998 un disco de música mexicana llamado La Llorona.
El grupo español Mägo de Oz incluyó una melodía instrumental llamada La leyenda de la Llorona en su álbum 
Gaia.
Grupos como Voodoo Glow Skulls, y Banda Bostik tienen canciones llamadas La Llorona.
El cantante estadounidense Beirut escribió una canción en honor del espectro titulada La Llorona, que aparece en el álbum The Marche of the Zapotec (La marcha del zapoteca).
Caifanes, en su disco El nervio del volcán, presenta una canción titulada La Llorona.
Steampianist (con TSutauseries y MiMA) hizo una canción sobre La Llorona con los vocaloids Maika, Oliver y Gumi (inglés). La canción tiene partes en inglés y otras en español. La canción se encuentra en el álbum Assorted Vocanuts.
Cabe mencionar que en la película Coco, la actriz Angélica Vale realiza al lado de Marco Antonio Solís la versión al español del tema compuesto para dicha cinta.